# Роберт Гискар (пьеса)
«Ро́берт Гиска́р, ге́рцог Норма́ннский» (нем. Robert Guiskard, Herzog der Normänner) — неоконченная трагедия Генриха фон Клейста о войне норманнов под предводительством Роберта Гвискара с Византией. После длительной работы над пьесой автор уничтожил её текст, сохранился только фрагмент, восстановленный им впоследствии по памяти (1808). Достоверное восстановление общего замысла пьесы не представляется возможным, как и точная датировка сохранившегося фрагмента. История «Роберта Гискара» часто приводится как показательная для характера Клейста.

## История создания

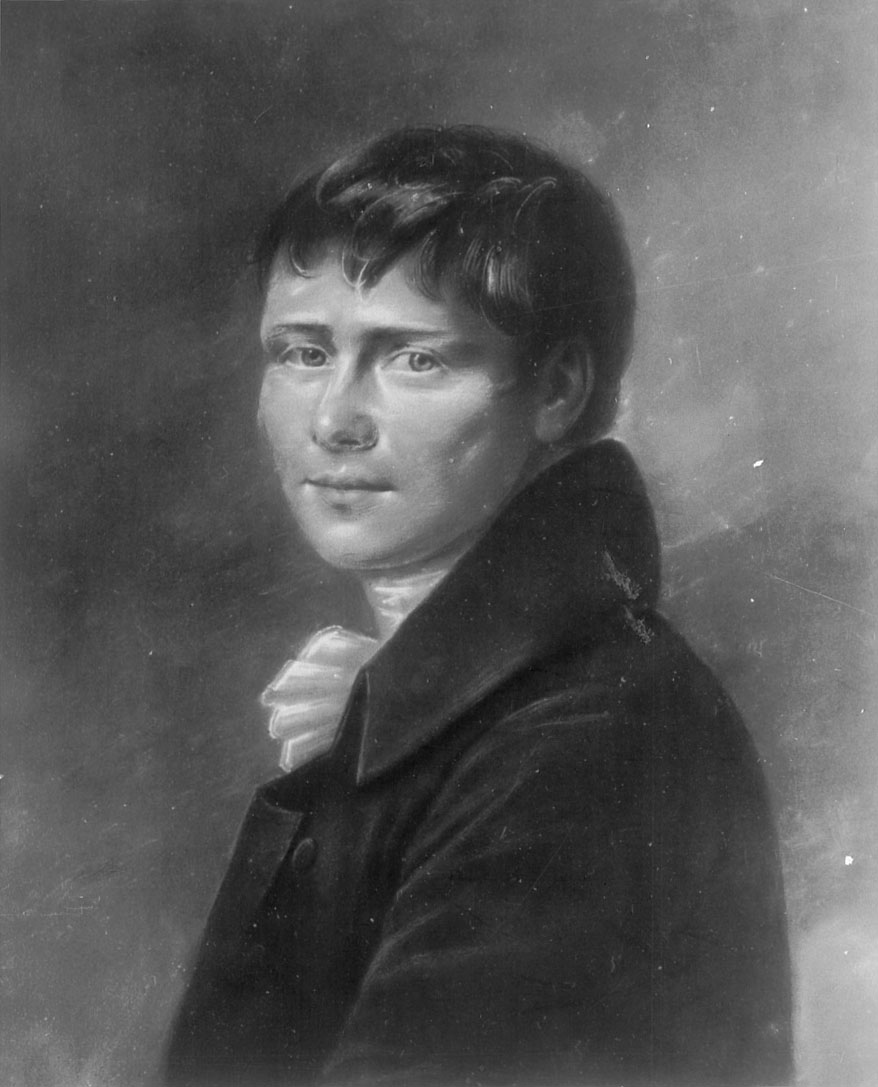
Генрих фон Клейст (1801)

Клейст начал работать над «Робертом Гискаром» вскоре после написания своей первой законченной пьесы «Семейство Шроффенштейн» (окончена в марте-апреле 1802), вероятно, в мае 1802 года. Однако замысел трагедии об осаде норманнами Константинополя возник у него, вероятно, намного раньше. К теме рока он обратился скорее под влиянием литературных образцов (таких как «Царь Эдип» Софокла и «Валленштейн» Шиллера), чем собственных размышлений: собственное отношение Клейста к жизни нашло выход как раз в «Семействе Шроффенштейн».
Историческими источниками для пьесы послужили обзор майора Функа «Роберт Гискар, герцог Апулии и Калабрии», вышедший в журнале Шиллера «Оры» (1797), и «Алексиада» — биография императора Алексея Комнина, написанная его дочерью Анной, изданная по-немецки Шиллером же в «Собрании исторических мемуаров» (1790).
Первым упоминанием о новой пьесе считается туманная фраза в письме Клейста к сестре Ульрике от 3 июля 1803 года, правда, не содержащая указаний на конкретное произведение. Во время своего пребывания в Веймаре и Османштедте Клейст читал Виланду отдельные сцены, произведшие на того сильное впечатление (об этом свидетельствует его письмо апреля 1804). Оказавшись в Дрездене, он всё ещё был занят пьесой: Эрнст фон Пфюэль называет «Гискара» «любимейшей трагедией» (liebste Trauerspiel) Клейста. Однако он не успевает закончить её, а в октябре 1803 года в Париже сжигает целиком. Это сожжение зафиксировано в его письме к Ульрике.
Неизвестно, когда была возобновлена работа над трагедией. В 1808 году совместно с Адамом Мюллером Клейст основал журнал «Феб», в котором и был опубликован восстановленный по памяти «отрывок из трагедии» (Fragment aus dem Trauerspiel), содержащий первые сцены. Вероятно, он планировал восстановить её дальше, но так и не сделал этого. Впрочем, высказывались предположения, что в 1807—1808 гг. трагедия всё же была завершена. Не существует ни рукописей пьесы, ни других её прижизненных изданий, ни даже общего её плана.

## Содержание

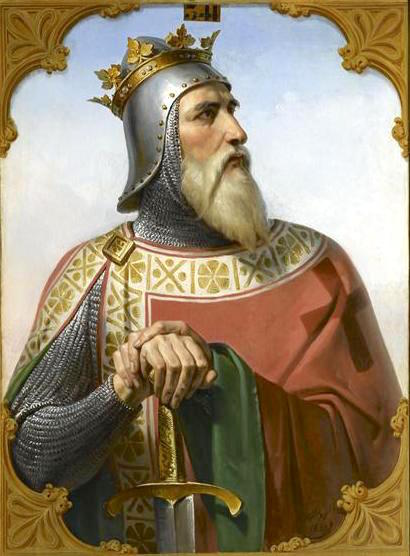
Роберт Гвискар (картина М.-Ж. Блонделя, 1843)

Годом действия трагедии можно условно считать 1085 — год смерти Роберта Гвискара. Руководимые им норманны осаждают Константинополь, но их ряды косит чума. Утро. Выборщики от народа под предводительством старца Армина приходят к шатру Роберта Гискара. Оттуда выходит его дочь, изгнанная византийская императрица Елена. Она обвиняет народ в непослушании и просит их не мешать герцогу спать. Появляется солдат, нёсший здесь стражу, и сообщает о случившемся ночью переполохе; боясь собственных предположений, он намекает на то, что герцог заражён.
Из шатра выходят сын Гискара Роберт и племянник Абеляр (по праву престол принадлежал ему, но был тридцать лет назад занят Гискаром). Роберт называет толпу бунтовщиками и требует немедленно разойтись. Абеляр, напротив, выступает на их стороне. Старец выбирает подчиниться Роберту, но Абеляр заявляет во всеуслышание, что герцог заболел чумой. Кроме того, он говорит, что Гискар собирается сам занять византийский престол обманом, вместо Елены, которой он принадлежит по праву (и женихом которой является Абеляр).
Разгневанный Роберт идёт в шатёр, и вскоре, насмехаясь над словами Абеляра, оттуда выступает сам Гискар в полном облачении. Старец рассказывает ему, как взволновала народ страшная весть Абеляра, и принимается перечислять ужасы чумы. Не в силах долго стоять, герцог садится, его родные не могут скрыть паники, герцогине становится дурно. Её уводят, а старец наконец высказывает народную просьбу, с которой они пришли: войска хотят вернуться в родную Италию. На этом фрагмент заканчивается.

## Анализ
При обработке исторического сюжета писатель чувствовал себя довольно вольно (так же он будет действовать впоследствии, сочиняя «Пентесилею», «Битву Германа», «Михаэля Кольхааса» или «Фридриха Гомбургского»). Намеченные сюжетные линии могли развиваться каким угодно образом: Клейст известен своими внезапными поворотами (например, в «Маркизе д’О», «Поединке» или «Фридрихе Гомбургском») или даже введением новых сюжетных линий («Михаэль Кольхаас»). Возможно, после гибели Гискара от чумы на первый план выходила вражда Роберта и Абеляра.

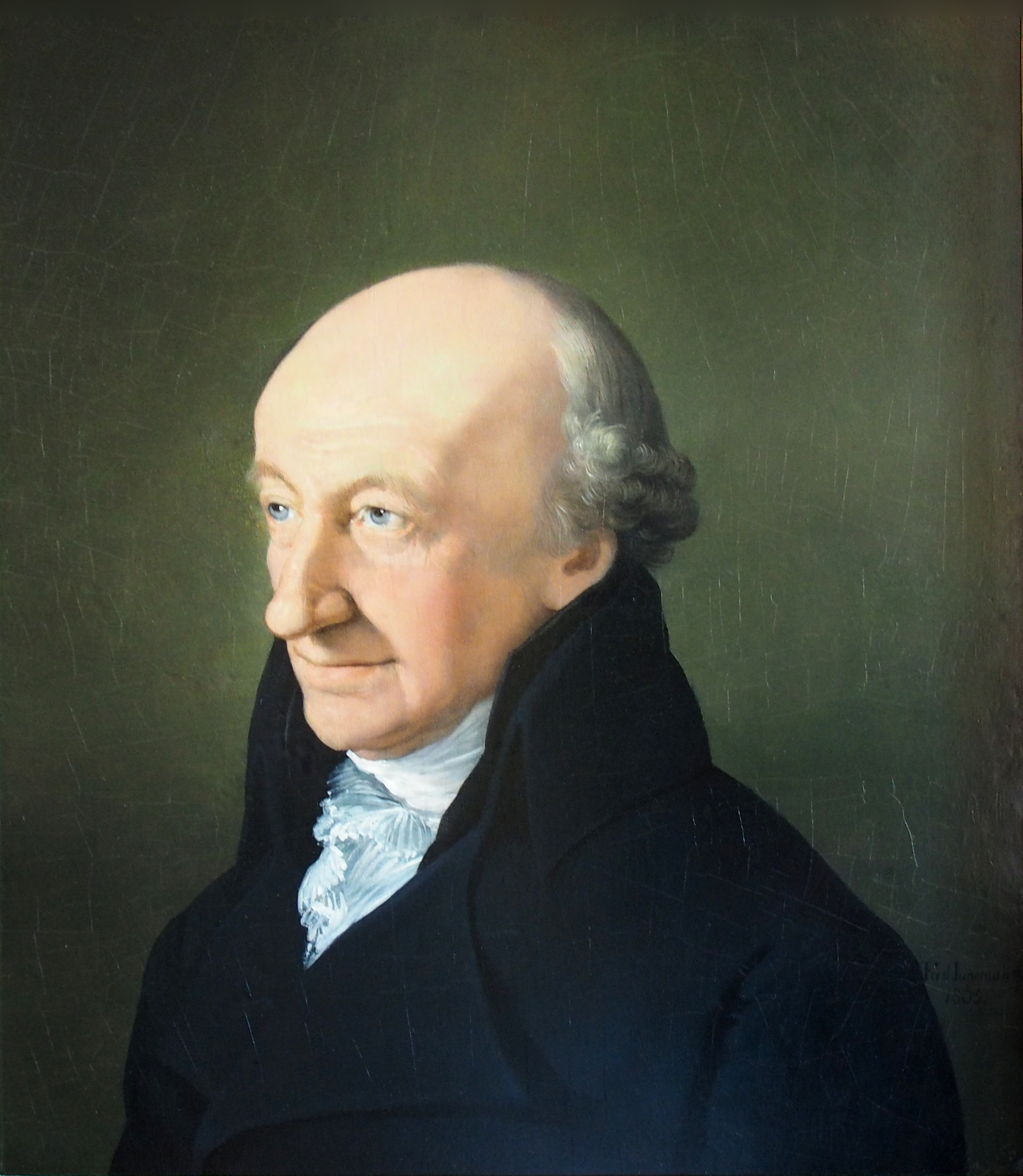
Кристоф Мартин Виланд (портрет работы Ф. Ягемана, 1805)

Уже первоначальный замысел пьесы содержит в себе большие драматургические трудности. Так, идеальный Гискар, которого почти не в чем упрекнуть, противостоящий слепому безразличному року — едва ли трагический герой в аристотелевском смысле. Сохранилось письмо Виланда к Георгу Ведекинду (10 апреля 1804), в котором он говорит, что если сочетаются для создания трагедии духи Эсхила, Софокла и Шекспира, получится пьеса Клейста, насколько можно судить по услышанным им отрывкам. Имеющийся фрагмент не позволяет достоверно определить, что он имел в виду: невозможно, например, сказать, что Гискар Клейста должен был постепенно раскрыть связь нынешних событий со своими прошлыми поступками (подобно Эдипу), или что губящая его чума — кара за дерзость (мотив, близкий творчеству Эсхила). В любом случае сохранившийся фрагмент задаёт противопоставление живой человеческой воли (Гискар) и бессмысленного, как бы механического рока (чума).
У истории Гискара есть и политический план. Заняв по воле народа тридцать лет назад трон в обход своего племянника Абеляра, теперь он видит наследником собственного сына Роберта, несмотря на явную предпочтительность Абеляра. Народ следует за Гискаром: тогда они были увлечены его личными качествами, теперь они согласны с правилами престолонаследия. Это противоречит популярным в ту эпоху идеям «общественного договора» в трактовке Руссо, полагавшего народ носителем мудрости. Клейст действительно далёк в своём творчестве от подобной идеализации, а в «Роберте Гискаре», «Семействе Шроффенштейн» или «Михаэле Кольхаасе» народ временами предстаёт почти не разумной толпой. Полностью же такой взгляд писателя на него находит воплощение в «Землетрясении в Чили».
Однако главную трудность при попытках восстановления «Роберта Гискара» представляет связь между политической линией и чумой: является ли болезнь карой за государственные интриги героя? Это не так в «Царе Эдипе», и, соответственно, герой там борется не с чумой, но с преступлением, скрывающимся за нею. Страдания Гискара ощущаются не соответствующими его деяниям.

## Издания
На немецком языке
Первое издание «Роберта Гискара» было осуществлено самим автором в журнале «Феб» весной 1808 года. Иных источников текста не сохранилось. В новейшем немецком критическом собрании сочинений Клейста (так называемом «Брандербургском» — BKA), сохраняющем орфографию и пунктуацию оригинала, трагедия вышла в томе I/2 (издан в 2000 году). Редакторами издания были Роланд Рейс и Петер Штенгле. Они же составили «Мюнхенское» собрание сочинений.
- Heinrich von Kleist. Sämtliche Werke. Hrsg. von Roland Reuß und Peter Staengle. Basel; Frankfurt am Main: Stroemfeld 1988–2010 (Berliner Kleist-Ausgabe; ab 1992: Brandenburger Kleist-Ausgabe)
- Heinrich von Kleist: Sämtliche Werke und Briefe. Münchner Ausgabe. Hrsg. von Roland Reuß und Peter Staengle. 3 Bände. München: Hanser 2010, ISBN 978-3-446-23600-4.

Переводы на русский язык
На русский язык пьеса была переведена Б. Л. Пастернаком для двухтомного собрания сочинений Клейста в задуманной Максимом Горьким серии книг издательства «Всемирная литература». Этот перевод несколько раз переиздавался в советское время.
- Гейнрих фон Клейст. Собрание сочинений. Под общ. ред. В. А. Зоргенфрея. Т. I. Петербург—Москва: Всемирная литература (издательство), 1923
- Генрих фон Клейст. Пьесы. М.: Искусство, 1962 (Библиотека драматурга)
- Генрих фон Клейст. Драмы. Новеллы. Москва: Художественная литература, 1969 (Библиотека всемирной литературы, том 89)